# تشکوف
تشکوف (به چکی: Těškov) یک ناحیه در جمهوری چک است که در Rokycany District واقع شده‌است.

## خصوصیات
تشکوف ۱۴٫۱۷ کیلومترمربع مساحت و ۲۹۵ نفر جمعیت دارد و ۵۰۰ متر بالاتر از سطح دریا واقع شده‌است.